# Loučka (kraj ołomuniecki)
Loučka – gmina w Czechach w powiecie Ołomuniec w kraju ołomunieckim.  Według danych z dnia 1 stycznia 2012 liczyła 198 mieszkańców.
Pierwsza wzmianka o miejscowości pochodzi z roku 1300.
Zobacz też:
- Loučka